# Thalassema elapsum
Thalassema elapsum is een lepelworm uit de familie Thalassematidae.
De wetenschappelijke naam van de soort werd in 1912 gepubliceerd door Carel Philip Sluiter.